# Itaituba
Itaituba, amtlich portugiesisch Município de Itaituba, ist eine Stadt im brasilianischen Bundesstaat Pará. Sie liegt am Rio Tapajós und hatte im Jahr 2011 etwa 98.000 Einwohner. Die Fläche der Gemeinde beträgt 62.041 km². Itaituba ist eines der Wirtschaftszentren im westlichen Teil des Bundesstaates. Vom Flughafen Itaituba werden Flüge unter anderem nach Santarém angeboten.

## Wirtschaft
Itaituba ist das Zentrum eines Gebietes, in welchem entlang des Rio Tapajós und seiner Nebenflüsse Gold geschürft wird. Die Goldgräbercamps (Garimpos) der Garimpeiros wurden und werden noch heute vielfach mittels Kleinflugzeugen mit notwendigen Waren und Treibstoff versorgt.